# Heinz Tangermann
Heinz Tangermann (* 25. April 1912 in Dalherda; † 28. März 1999 in Bad Hersfeld) war deutscher SS-Untersturmführer, Teilkommandoführer des Einsatzkommandos 9 der Einsatzgruppe B und verurteilter Kriegsverbrecher.

## Leben
Tangermann war Sohn eines Försters. Er besuchte das Gymnasium in Hersfeld und Eisenach. Im Jahre 1927 legte er das Abitur ab. In Eisenach absolvierte er bis 1930 eine Ausbildung zum Dreher, konnte aber anschließend keine Arbeit finden. Von 1929 bis 1930 gehörte er der Hitlerjugend an. Von März bis August 1930 war er Mitglied der SA, von der er in die SS wechselte (SS-Nummer 5.108). Im November 1930 trat er der NSDAP bei. Von Juni bis August 1933 wurde er im SS-Arbeitslager Trügleben und anschließend bis April 1934 bei der SS-Flugplatzwache in Gotha eingesetzt. Danach arbeitete er als Dreher und Schweißer bei verschiedenen Unternehmen, bevor er im Dezember 1935 als Kriminalangestellter zur Gestapo nach Dessau wechselte. Im Jahre 1938 wurde er zur Gestapo nach Bad Nauheim abgeordnet.
Im Frühjahr 1941 wurde er nach Düben in Sachsen kommandiert und dem Einsatzkommando 9 der Einsatzgruppe B zugeteilt. Als Führer des Teilkommandos in Lepel im Februar 1942 soll er auf Befehl die Erschießung der mindestens 1100 Juden des dortigen Ghettos organisiert und geleitet haben. Mit seinem Teilkommando nahm er an „Judenaktionen“ in Druja, Braslaw und einem weiteren Ort im Gebietskommissariat Glebokie im Generalbezirk Weißruthenien teil. Von Oktober 1943 bis April 1944 leitete er die Außenstelle des KdS Lublin in Radzyn. Danach wurde er im Herbst 1944 dem Kommando z.b.V. 27 zugeteilt, das im Laufe der Niederschlagung des slowakischen Nationalaufstandes mindestens 158 Menschen ermordete; über 110 Personen wurden zudem nach Auschwitz und von dort nach Ravensbrück deportiert.
Im März 1945 kam er nach eigenen Angaben in ein Lazarett nach Dessau. Später flüchtete er mit seiner Frau nach Hersfeld, wo er im Dezember 1945 von den Amerikanern verhaftet und in das Internierungslager Darmstadt gebracht wurde. Im Juli 1948 wurde er aus der Internierung entlassen. Am 21. Juni 1948 wurde er im Spruchkammerverfahren in die Gruppe III der Belasteten eingereiht. Danach fand er zunächst als Dreher, dann als technischer Angestellter bei der Firma Maschinenbau Kupfermühle in Bad Hersfeld einen Arbeitsplatz. Ermittlungen gegen ihn wurden 1962 eingeleitet. Am 15. Februar 1965 wurde er festgenommen. Das Landgericht Berlin verurteilte ihn am 6. Mai 1966 wegen Beihilfe zum Mord im Fall der Tötung der Ghettobewohner in Lepel zu 6 Jahren Zuchthaus. Nach seiner Entlassung auf Bewährung im September 1969 arbeitete er bis zu seinem Ruhestand 1976 als Monteur bei seinem ehemaligen Arbeitgeber in Bad Hersfeld.